# Boschitestella eloiseae
Boschitestella eloiseae is een slakkensoort uit de familie van de Orbitestellidae. De wetenschappelijke naam van de soort werd in 1994 voor het eerst geldig gepubliceerd door Robert Moolenbeek.